# Mirandinha (football, 1952)
Sebastião Miranda da Silva Filho, plus connu sous le nom de Mirandinha, né le 26 février 1952 à Bebedouro au Brésil, est un joueur de football international brésilien qui évoluait au poste d'attaquant, avant de devenir ensuite entraîneur.

## Biographie

### Carrière de joueur

#### Carrière en sélection
Avec l'équipe du Brésil, il joue 6 matchs, sans inscrire de but, en 1974.
Il reçoit sa première sélection le 31 mars 1974 face au Mexique, et joue son dernier match le 6 juillet 1974 contre la Pologne.
Il figure dans le groupe des sélectionnés lors de la Coupe du monde de 1974. Il joue 4 matchs lors du mondial organisé en Allemagne, compétition lors de laquelle le Brésil termine quatrième.

## Palmarès
| São Paulo - Championnat du Brésil (1) : - Champion : 1977. - Championnat de São Paulo (1) : - Champion : 1975. |  | Nova Esperança - Championnat du Mato Grosso do Sul (3) : - Champion : 2002, 2005 et 2011. |